# Nannopsittaca
Nannopsittaca är ett fågelsläkte i familjen västpapegojor inom ordningen papegojfåglar. Släktet omfattar endast två arter som förekommer i Sydamerika dels i tepuis i södra Venezuela, Guyana och nordligaste Brasilien, dels i sydöstra Peru och nordvästra Bolivia, troligen även i angränsande delar av västra Brasilien:
- Tepuídvärgparakit (N. panychlora)
- Manúdvärgparakit (N. dachilleae)